# Kobuvirus
Die Gattung Kobuvirus umfasst mit Stand November 2018 sechs Spezies von unbehüllten Viren aus der Familie Picornaviridae. Der Gattungsname entstammt dem japanischen Wort kobu („Knöchel“), um damit die charakteristischen Oberflächenstrukturen dieser Viren zu beschreiben.

## Eigenschaften

Genomkarte der Gattung Kobuvirus

Die Spezies der Gattung Kobuvirus unterscheiden sich von anderen Mitgliedern der Picornaviridae durch einen sehr langen poly-A-Schwanz von 270 nt und einen sehr hohen Anteil der Nukleotide Guanin und Cytosin (G/C-Anteil) von 59 %. Alle Spezies besitzen am 5'-Ende ihres RNA-Genoms eine Haarnadelstruktur, die für die virale Replikation und die Verpackung des Genoms von Bedeutung ist.
Sehr typisch für Kobuviren ist ihre auffällige Struktur bei der Darstellung im Elektronenmikroskop. Im Gegensatz zu anderen Picornaviren ist die ikosaedrische Symmetrie des Kapsids auch in der äußeren Form deutlich zu erkennen. Die Kobuviren haben einen Durchmesser von 27 bis 30 nm.
Das Aichivirus A (früher Aichi-Virus) wird beim Menschen mit einer viralen Gastroenteritis nach dem Genuss von Krebstieren in Verbindung gebracht.

## Systematik
Die innere Systematik der Gattung ist nach ICTV mit Stand November 2018, ergänzt um Akronyme nach ViralZone (Stand 2016) und Serotypen nach den ‚Picorornavirus Pages` des Pirbright Institute wie folgt:
- Genus Kobuvirus

- Spezies Aichivirus A (AiV-A), ehemals Aichi-Virus (AiV), Typusspezies

- Aichivirus 1 (en. Aichi virus 1, AiV-1)
- Felines Kobuvirus 1 (en. Feline kobuvirus 1, FeKV, FEKV-1)
- Canines Kobuvirus 1 (en. Canine kobuvirus 1, CaKV, CaKV-1)
- Murines Kobuvirus 1 (en. Murine kobuvirus 1, MKV, MKV-1)
- Blauracken-Kobuvirus 1 (en. European roller kobuvirus 1, alias Roller kobuvirus, RKV, RKV-1)
- Kathmandu-Abwasser-Kobuvirus (en. Kathmandu sewage kobuvirus)

- Spezies Aichivirus B (AiV-B), ehemals Bovines Kobuvirus (BKV)

- Bovines Kobuvirus 1 (en. Bovine kobuvirus 1, BKV-1)
- Frettchen-Kobuvirus 1 (en. Ferret kobuvirus 1, FKV, FKV-1)
- Schaf-Kobuvirus 1 (alias Ovines Kobuvirus, en. Sheep kobuvirus 1, alias Ovine kobuvirus, OKV, OKV-1)

- Spezies Aichivirus C (AiV-C), ehemals Porcines Kobuvirus (PKV)

- Porcines Kobuvirus 1 (en. Porcine kobuvirus 1, PKV-1)
- Ziegen-Kobuvirus 1 (alias Caprines Kobuvirus 1, en. Caprine kobuvirus 1, CKV, CKV-1)

- Spezies Aichivirus D (AiV-D)

- Kagovirus (KV)

- Spezies Aichivirus E (AiV-E)

- Kaninchen-Picornavirus (en. Rabbit picornavirus, RKV)

- Spezies Aichivirus F (AiV-F)

- Fledermaus-Kobuvirus (en. Bat kobuvirus, BKV)

- Keiner Spezies zugeordnete Kobuviren:

- Rinder-Kobuvirus 1 und 2 (en. Cattle kobuvirus 1, 2)